# Kroatiens herrlandslag i innebandy
Kroatiens herrlandslag i innebandy representerar Kroatien i innebandy på herrsidan.

## Historik
Laget spelade sin första landskamp den 25 april 2008, då man vid en turnering i Österrike förlorade mot Österrike med 2-14.
Sin andra landslagsamling var våren 2011 då landslaget spelade 2 matcher i Blekinge. Där blev det en vinst och en förlust mot Olofströms IBK, ett svenskt division 2-lag.
Våren 2012 mötte Kroatien Sloveniens U19-landslag. Kroatien vann överlägset med 12-0.
Kroatien spelade sin första officiella landskamp den 27 april 2013 i Helsingborg (Helsingborg Arena B-hall) då man mötte Danmark. Kroatien chockstartade matchen och ledde med 2-0 efter endast 1.39 i första perioden. Första historiska målskytt för Kroatien blev Milan Peraic. Danmark kom sedan igen och kunde vända och vinna matchen med 16-7 (6-2, 5-3, 5-2).

### Fotnoter
1. ↑  ”International Floorball Federation”. http://www.floorball.org/default.asp?sivu=10&alasivu=239&kieli=826. Läst 22 augusti 2011.